# Lathronympha christenseni
Lathronympha christenseni is een vlinder uit de familie bladrollers (Tortricidae). De wetenschappelijke naam is voor het eerst geldig gepubliceerd in 1993 door Aarvik & Karsholt.
De soort komt voor in Europa.